# David L. Wolper
David Lloyd Wolper (11 de janeiro de 1928 - 10 de agosto de 2010) foi um produtor de televisão e de cinema estadunidense.

## Biografia
David Lloyd Wolper foi responsável por séries e filmes de sucessos como Raízes, Pássaros Feridos, Norte e Sul, Los Angeles - Cidade Proibida, e o blockbuster A Fantástica Fábrica de Chocolate (1971). Wolper dirigiu o documentário de 1959 The Race for Space, que foi nomeado para um Oscar, não ganhou, mas seu filme de 1971 (como produtor executivo) sobre o estudo de insetos, The Hellstrom Chronicle, foi premiado com o Oscar de melhor documentário de longa-metragem.
Wolper morreu aos 82 anos, em 10 de agosto de 2010, em sua casa em Beverly Hills.